# Sigmomorpha ozawai
Sigmomorpha ozawai is een soort in de taxonomische indeling van de Acanthocephala (haakwormen). De worm wordt meestal 1 tot 2 cm lang. Ze komen algemeen voor in het maag-darmstelsel van ongewervelden, vissen, amfibieën, vogels en zoogdieren.
De haakworm komt uit het geslacht Sigmomorpha en behoort tot de familie Polymorphidae. Sigmomorpha ozawai werd in 1931 ontdekt door Hada.